# Viktor Knorre

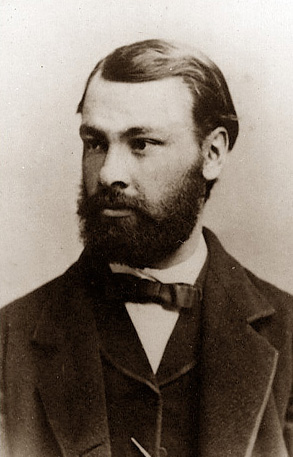
Viktor Knorre, etwa 1870

Viktor Knorre (* 22. Septemberjul. / 4. Oktober 1840greg. in Nikolajew, Russisches Kaiserreich; † 25. August 1919 in Lichterfelde bei Berlin) war ein russisch-deutscher Astronom.

## Lebensweg
Viktor Knorre, der als achtes von achtzehn Kindern seines Vaters Karl Friedrich, als fünftes von 14 Kindern seiner Mutter Dorothea Caroline, geb. von Dieterichs, geboren wurde, gehörte einer alten Astronomenfamilie an. Schon sein Großvater Ernst Christoph Friedrich Knorre, der aus Neuhaldensleben bei Magdeburg stammte, war zwischen 1803 und 1810 Observator der Sternwarte Dorpat und Professor für Mathematik an der Kaiserlichen Universität Dorpat. Sein Vater Karl Friedrich Knorre wiederum war bis 1871 Direktor der Sternwarte von Nikolajew.
Um ihm eine angemessene Schulausbildung zu gewährleisten, wurde Viktor ins Landesgymnasium Fellin in Livland geschickt. Nach dem Schulabschluss kehrte er zurück und arbeitete zwei Jahre als Assistent seines Vaters am Observatorium.
1862 ging er nach Berlin und studierte Astronomie bei Wilhelm Foerster. Nach seiner Promotion trat er 1867 eine Stelle an der Sternwarte von Pulkowo an und führte astronomische Berechnungen durch. Während dieser Zeit unternahm er mehrere Reisen und inspizierte meteorologische Stationen, wobei er deren exakte Standorte bestimmte und Messungen des irdischen Magnetfeldes durchführte. Knorre kehrte 1869 nach Nikolajew zurück, wo er zunächst seine jüngeren Geschwister unterrichtete und dann eine Lehrerstelle an der örtlichen Schule annahm. Er erhielt zwar viel Anerkennung für seine Tätigkeit, aber ein geringes Gehalt, so dass er wiederum nach Berlin ging, um seinen Vater zu treffen, der sich inzwischen hier niedergelassen hatte.
Viktor Knorre arbeitete schließlich seit 1873 als Observator an der Berliner Sternwarte. Obwohl er an der Berliner Universität kein Lehramt ausübte, wurde er 1892 zum Professor für Astronomie ernannt. 1906 trat er in den Ruhestand und zog in ein von Gustav Lilienthal entworfenes Doppelhaus in Lichterfelde, wo er seine letzten Lebensjahre verbrachte. Das angrenzende Haus wurde von Gustav Lilienthal selbst bewohnt. Beide Ehefrauen waren Schwestern.

## Leistungen als Astronom
Knorre nutzte an der Berliner Sternwarte einen Fraunhofer-Refraktor. Er widmete sich hauptsächlich der Beobachtung von Kleinplaneten (Asteroiden), Kometen und Doppelsternen. Am 4. Januar 1876 entdeckte er den Asteroiden (158) Koronis. In den Folgejahren entdeckte er drei weitere Asteroiden, (215) Oenone, (238) Hypatia und (271) Penthesilea.
Zur Beobachtung und Bahnbestimmung von Asteroiden konstruierte er ein Gerät (einen Mikrometer), dessen Funktionsweise er in den Astronomischen Nachrichten beschrieb. Knorre arbeitete an der Verbesserung anderer astronomischer Instrumente und der äquatorialen Montierung von Teleskopen. Auch nach Eintritt in den Ruhestand blieb Knorre weiterhin wissenschaftlich tätig. So veröffentlichte er in den Jahren 1909 und 1911 Arbeiten zu einer neuen äquatorialen Montierung vom Typ Knorre und Heele, von der ein Prototyp gebaut wurde.

## Ehrungen
1887 wurde er zum Mitglied der Deutschen Akademie der Naturforscher Leopoldina gewählt.
2010 wurde der Asteroid (14339) Knorre nach ihm, seinem Vater und seinem Großvater benannt.

## Schachspieler
Knorre war auch ein bekannter Schachspieler. Unter anderem besiegte er Adolf Anderssen, Louis Paulsen, Johannes Zukertort und Gustav Neumann in freien Partien. Nach etwa 1880 spielte er nur freie Partien, obwohl er sich sein ganzes Leben lang für Schach interessierte. Auch publizierte er einige Schachaufgaben.